# Mistrzostwa Polski w Short Tracku 2005
Mistrzostwa Polski w Short Tracku 2005 – 9. edycja mistrzostw, która odbyła się w dniach 26–27 lutego 2005 roku na Toropolu w Opolu.

## Wyniki

### Kobiety

#### 500 metrów
Finał
| Miejsce | Zawodniczka          | Klub              | Wynik  | Punkty |
| ------- | -------------------- | ----------------- | ------ | ------ |
| 1.      | Karolina Regucka     | Juvenia Białystok | 48,135 | 34     |
| 2.      | Patrycja Maliszewska | Juvenia Białystok | 48,248 | 21     |
| 3.      | Aida Popiołek        | OMKŁS Opole       | 48,401 | 13     |
| 4.      | Malwina Zawada       | OMKŁS Opole       | 49,453 | 8      |

#### 1000 metrów
Finał
| Miejsce | Zawodniczka          | Klub              | Wynik    | Punkty |
| ------- | -------------------- | ----------------- | -------- | ------ |
| 1.      | Patrycja Maliszewska | Juvenia Białystok | 1:41,844 | 34     |
| 2.      | Karolina Regucka     | Juvenia Białystok | 1:42,058 | 21     |
| 3.      | Agnieszka Bawerna    | Juvenia Białystok | 1:43,953 | 13     |
| 4.      | Aida Popiołek        | OMKŁS Opole       | 1:51,795 | 8      |

#### 1500 metrów
Finał
| Miejsce | Zawodniczka          | Klub              | Wynik    | Punkty |
| ------- | -------------------- | ----------------- | -------- | ------ |
| 1.      | Karolina Regucka     | Juvenia Białystok | 2:39,991 | 34     |
| 2.      | Patrycja Maliszewska | Juvenia Białystok | 2:40,239 | 21     |
| 3.      | Aida Popiołek        | OMKŁS Opole       | 2:41,686 | 13     |
| 4.      | Joanna Antecka       | Juvenia Białystok | 2:43,565 | 8      |
| 5.      | Paula Bzura          | Juvenia Białystok | 2:45,227 | 5      |
| 6.      | Aleksandra Urban     | Błyskawica Toruń  | 3:17,069 | 3      |

#### Superfinał 3000 metrów
Finał
| Miejsce | Zawodniczka          | Klub              | Wynik    | Punkty |
| ------- | -------------------- | ----------------- | -------- | ------ |
| 1.      | Joanna Antecka       | Juvenia Białystok | 5:45,281 | 34     |
| 2.      | Paula Bzura          | Juvenia Białystok | 5:45,368 | 21     |
| 3.      | Karolina Regucka     | Juvenia Białystok | 5:52,128 | 13     |
| 4.      | Patrycja Maliszewska | Juvenia Białystok | 5:52,317 | 8      |
| 5.      | Aida Popiołek        | OMKŁS Opole       | 5:53,739 | 5      |
| 6.      | Agnieszka Bawerna    | Juvenia Białystok | 5:53,806 | 3      |
| 7.      | Malwina Zawada       | OMKŁS Opole       | 6:40,982 | 2      |
| 8.      | Aleksandra Urban     | Błyskawica Toruń  | DNS      | 0      |

#### Wielobój
Klasyfikacja
| Miejsce | Zawodniczka          | Klub              | Dystanse | Dystanse | Dystanse | Punkty |
| Miejsce | Zawodniczka          | Klub              | 1500 m   | 500 m    | 1000 m   | Punkty |
| ------- | -------------------- | ----------------- | -------- | -------- | -------- | ------ |
| 1.      | Karolina Regucka     | Juvenia Białystok | 1        | 1        | 2        | 102    |
| 2.      | Patrycja Maliszewska | Juvenia Białystok | 2        | 2        | 1        | 84     |
| 3.      | Joanna Antecka       | Juvenia Białystok | 4        | 6        | 5        | 42     |
| 4.      | Aida Popiołek        | OMKŁS Opole       | 3        | 3        | 4        | 39     |
| 5.      | Paula Bzura          | Juvenia Białystok | 5        | 21       | 11       | 26     |
| 6.      | Agnieszka Bawerna    | Juvenia Białystok | 9        | 5        | 3        | 16     |
| 7.      | Malwina Zawada       | OMKŁS Opole       | 8        | 4        | 6        | 10     |
| 8.      | Aleksandra Urban     | Błyskawica Toruń  | 6        | 10       | 12       | 3      |

#### Sztafeta 3000 metrów
Finał
| Miejsce | Klub                                                                                       | Wynik    |
| ------- | ------------------------------------------------------------------------------------------ | -------- |
| 1.      | Juvenia Białystok Agnieszka Bawerna Joanna Antecka Karolina Regucka Patrycja Maliszewska   | 4:52,105 |
| 2.      | OMKŁS Opole Aida Popiołek Kaja Pniewska Klaudia Kozłowska Malwina Zawada                   | 4:56,459 |
| 3.      | Juvenia Białystok III Agnieszka Bagińska Anna Bidler Katarzyna Ostrowska Laura Rzemek      | 4:59,575 |
| 4.      | Błyskawica Toruń Agnieszka Chełkowska Aleksandra Urban Dobrosława Mrowińska Katarzyna Wach | 5:12,616 |

### Mężczyźni

#### 500 metrów
Finał
| Miejsce | Zawodnik             | Klub                   | Wynik  | Punkty |
| ------- | -------------------- | ---------------------- | ------ | ------ |
| 1.      | Dariusz Kulesza      | Juvenia Białystok      | 43,825 | 34     |
| 2.      | Krystian Zdrojkowski | Juvenia Białystok      | 44,115 | 21     |
| 3.      | Zbigniew Bródka      | Błyskawica Domaniewice | 44,154 | 13     |
| 4.      | Jakub Jaworski       | Juvenia Białystok      | 44,238 | 8      |

#### 1000 metrów
Finał
| Miejsce | Zawodnik        | Klub                   | Wynik    | Punkty |
| ------- | --------------- | ---------------------- | -------- | ------ |
| 1.      | Dariusz Kulesza | Juvenia Białystok      | 1:34,149 | 34     |
| 2.      | Karol Bobowicz  | Dwójka Olecko          | 1:34,230 | 21     |
| 1.      | Zbigniew Bródka | Błyskawica Domaniewice | 1:34,568 | 13     |
| 2.      | Jakub Jaworski  | Juvenia Białystok      | 1:34,628 | 8      |

#### 1500 metrów
Finał
| Miejsce | Zawodnik             | Klub                   | Wynik    | Punkty |
| ------- | -------------------- | ---------------------- | -------- | ------ |
| 1.      | Krystian Zdrojkowski | Juvenia Białystok      | 2:24,192 | 34     |
| 2.      | Karol Bobowicz       | Dwójka Olecko          | 2:26,801 | 21     |
| 3.      | Jakub Jaworski       | Juvenia Białystok      | 2:38,528 | 13     |
| 4.      | Adam Filipowicz      | Błyskawica Toruń       | 2:50,674 | 8      |
| 5.      | Dariusz Kulesza      | Juvenia Białystok      | PEN      | 0      |
| 6.      | Zbigniew Bródka      | Błyskawica Domaniewice | PEN      | 0      |

#### Superfinał 3000 metrów
Finał
| Miejsce | Zawodniczka          | Klub                   | Wynik    | Punkty |
| ------- | -------------------- | ---------------------- | -------- | ------ |
| 1.      | Jakub Jaworski       | Juvenia Białystok      | 5:05,174 | 34     |
| 2.      | Krystian Zdrojkowski | Juvenia Białystok      | 5:05,547 | 21     |
| 3.      | Karol Bobowicz       | Dwójka Olecko          | 5:08,600 | 13     |
| 4.      | Dariusz Kulesza      | Juvenia Białystok      | 5:28,785 | 8      |
| 5.      | Zbigniew Bródka      | Błyskawica Domaniewice | 5:31,080 | 5      |
| -       | Adam Filipowicz      | Błyskawica Toruń       | DNS      | 0      |

#### Wielobój
Klasyfikacja
| Miejsce | Zawodniczka          | Klub                   | Dystanse | Dystanse | Dystanse | Punkty |
| Miejsce | Zawodniczka          | Klub                   | 1500 m   | 500 m    | 1000 m   | Punkty |
| ------- | -------------------- | ---------------------- | -------- | -------- | -------- | ------ |
| 1.      | Krystian Zdrojkowski | Juvenia Białystok      | 1        | 2        | 8        | 76     |
| 2.      | Dariusz Kulesza      | Juvenia Białystok      | 5        | 1        | 1        | 76     |
| 3.      | Jakub Jaworski       | Juvenia Białystok      | 3        | 4        | 4        | 63     |
| 4.      | Karol Bobowicz       | Dwójka Olecko          | 2        | 7        | 2        | 55     |
| 5.      | Zbigniew Bródka      | Błyskawica Domaniewice | 6        | 3        | 3        | 31     |
| 6.      | Adam Filipowicz      | Błyskawica Toruń       | 4        | 5        | 5        | 8      |

#### Sztafeta 5000 metrów
Finał
| Miejsce | Klub                                                                                    | Wynik    |
| ------- | --------------------------------------------------------------------------------------- | -------- |
| 1.      | Juvenia Białystok Dariusz Kulesza Jakub Jaworski Krystian Zdrojkowski Tomasz Wróblewski | 7:40,362 |
| 2.      | Błyskawica Toruń Adam Filipowicz Artur Lipiński Cyryl Piela Przemysław Mańkowski        | 7:43,299 |
| 3.      | Błyskawica Domaniewice Emil Kozioł Łukasz Fabiański Przemysław Szewczuk Zbigniew Bródka | 7:51,543 |
| 4.      | Juvenia Białystok II Bartosz Naliwajko Jerzy Rainko Paweł Doliński Paweł Łopiński       | 8:00,776 |